# Ōyodo (Nara)
Ōyodo (大淀町 Ōyodo-chō?) es un pueblo localizado en la prefectura de Nara, Japón. En octubre de 2018 tenía una población estimada de 17.179 habitantes y una densidad de población de 450,9 personas por km². Su área total es de 38,1 km².

## Geografía

### Localidades circundantes
- Prefectura de Nara
  - Gose
  - Gojō
  - Yoshino
  - Shimoichi
  - Takatori

## Demografía
Según datos del censo japonés, la población de Ōyodo ha disminuido en los últimos años.
| Año del censo | Población |
| ------------- | --------- |
| 1995          | 20.015    |
| 2000          | 20.376    |
| 2005          | 20.070    |
| 2010          | 19.176    |
| 2015          | 18.069    |